# WDC 65C134
El microcontrolador W65C134 de Western Design Center (WDC) es una computadora completa de 8 bits totalmente estática fabricada en un solo chip que utiliza un proceso CMOS de baja potencia. El W65C134S complementa una línea establecida y creciente de productos 65xx y tiene una amplia gama de aplicaciones de microcomputadoras. El W65C134S ha sido desarrollado para aplicaciones Hi-Rel y donde se requiere una potencia mínima.
El W65C134S consta de una unidad de procesamiento central (CPU) W65C02S (estática), 4096 bytes de memoria de solo lectura (ROM), 192 bytes de memoria de acceso aleatorio (RAM), dos temporizadores de 16 bits, un bus de interfaz serie (SIB) de baja potencia. configurado como un token que pasa Red de área local, Receptor y transmisor asíncrono universal (UART) con temporizador de velocidad en baudios, un "Temporizador de vigilancia del perro monitor" de 16 bits con interrupción de "reinicio", veintidós interrupciones codificadas de prioridad, Interfaz ICE, Real -Características del reloj de tiempo que incluyen reloj de hora del día (ToD), registro de control de bus (BCR) para control de bus de memoria externa, circuitos de interfaz para dispositivos periféricos y muchas características de baja potencia. 
La arquitectura innovadora y el alto rendimiento demostrado de la CPU W65C02S, así como la simplicidad de las instrucciones, dan como resultado la rentabilidad del sistema y una amplia gama de potencia computacional. Estas características hacen que el W65C134S sea un candidato líder para Hi-Rel y otras aplicaciones de microcomputadoras.   

## Características del W65C134S
- Proceso CMOS de baja potencia
- TA de funcionamiento = -40EC a + 85EC
- Fuente de alimentación individual de 2.8V a 5.5V
- Operación de reloj estático a 8MHz
- CPU compatible con el W65C02S
- Procesamiento paralelo de 8 bits
- Pila de longitud variable
- Verdadera capacidad de indexación
- Quince modos de direccionamiento
- Aritmética decimal o binaria
- Arquitectura de tubería
- CPU completamente estática
- Microordenador de un solo chip
- Muchas funciones de ahorro de energía
- 56 líneas de E/S compatibles con CMOS
- 4096 x 8 ROM en chip
- 192 x 8 RAM en chip
- Modos de baja potencia
- WAIt para interrupciones
- SToP para el reloj
- Función rápida de inicio y parada del oscilador
- Veintidós interrupciones codificadas prioritarias
- Interrupción de software BRK
- Interrupción RESET "RESTART"
- Entrada de interrupción no enmascarable NMIB
- Interrupción SIB
- Entrada de interrupción de nivel IRQ1B
- Entrada de interrupción de nivel IRQ2B
- 2 interrupciones de borde del temporizador
- 7 entradas de interrupción de borde positivo
- 5 entradas de interrupción de borde negativo
- Interrupción asíncrona del receptor
- Interrupción asíncrona del transmisor
- UART de 7/8 bits con paridad par o impar
- 16 millones de bytes de espacio de direcciones segmentadas
- 64 KB de espacio de direcciones lineales
- 4 x temporizador / contador de 16 bits
- Registro de control de bus para memoria externa
- ROM interna o externa
- 8 salidas decodificadas de selección de chip
- Paquetes de plomo de montaje en superficie 68 y 80
- Características del reloj en tiempo real
- Herramientas de terceros disponibles
- Características del reloj de hora del día (ToD)